# تحطم طائرة غارودا فوكر إف 28
تحطم طائرة غارودا فوكر إف 28 حدث في 11 يوليو 1979 عندما اصطدمت طائرة تابعة لشركة غارودا إندونيسيا من نوع فوكر إف 28 فلوشيب في رحلة طائرة محلية في إندونيسيا من مطار السلطان محمود بدر الدين الثاني باليمبانج، إلى مطار بولونيا الدولي في ميدان، حيث اصطدمت بجبل سيباياك على ارتفاع 5.560 قدم (1.690 متر) عند الاقتراب من الهبوط، لم يكن هناك ناجون.
كانت الطائرة قد غادرت باليمبانج قبل 80 دقيقة من تحطمها وتمت إزالتها للوصول إلى المدرج 05 في مطار ميدان. طُلب من الطائرة الإبلاغ عن مرور المنارة غير الاتجاهية على ارتفاع 2500 قدم (760 مترًا). ثم أبلغ الطيار أنه كان على ارتفاع 9.300 قدم (2.800 متر) لأن جهاز الرصد لا يمكن الاعتماد عليه. ثم طلب من مركز المراقبة التحكم في النهج للحفاظ على هذا الارتفاع. ثم أبلغ الطيار أنهم كانوا على ارتفاع 6.000 قدم (1.800 متر)، حيث أصيبت الطائرة ببركان جبل سيباياك البالغ ارتفاعه 7.200 قدم (2.200 متر) على ارتفاع 560 قدمًا (1690 متر).